# Formula Rossa
Formula Rossa is een stalen lanceerachtbaan in Ferrari World Abu Dhabi, een groot (voornamelijk indoor) pretpark in de Verenigde Arabische Emiraten. In tegenstelling tot het grootste deel van het park zelf, bevindt de achtbaan zich in open lucht.
De achtbaan is gebouwd door de Zwitserse achtbaanconstructeur Intamin. De hydraulische lancering duurt vier seconden.

## Record
Formula Rossa is met 240 km/h de snelste achtbaan ter wereld. Voordat Formula Rossa opende, was Kingda Ka de snelste ter wereld met een maximumsnelheid van 206 kilometer per uur.

## Veiligheid
Vanwege het risico op zandstormen en de grote hoeveelheid deeltjes in de lucht, moeten alle bezoekers van Formula Rossa een veiligheidsbril op.

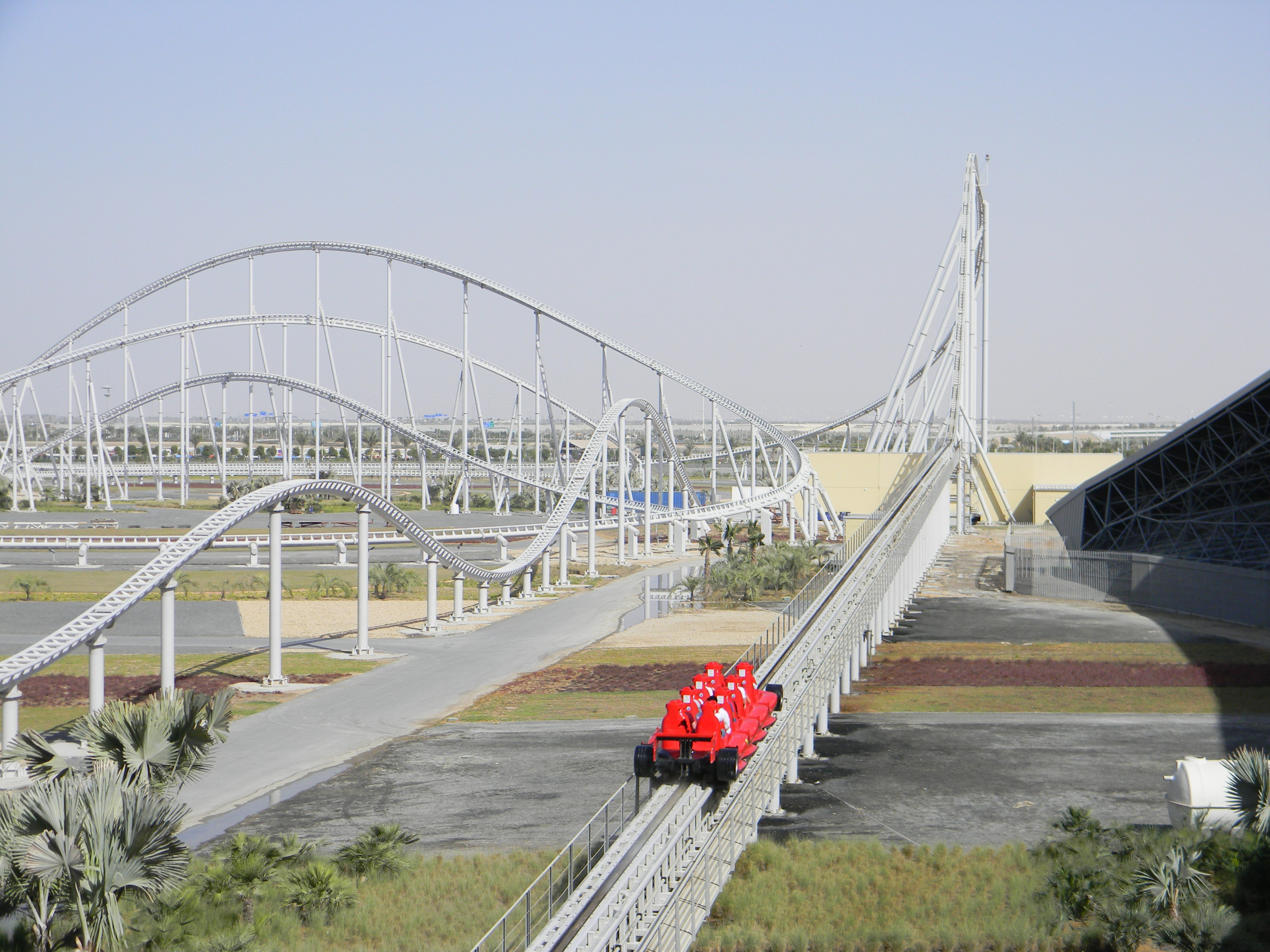
Overzicht
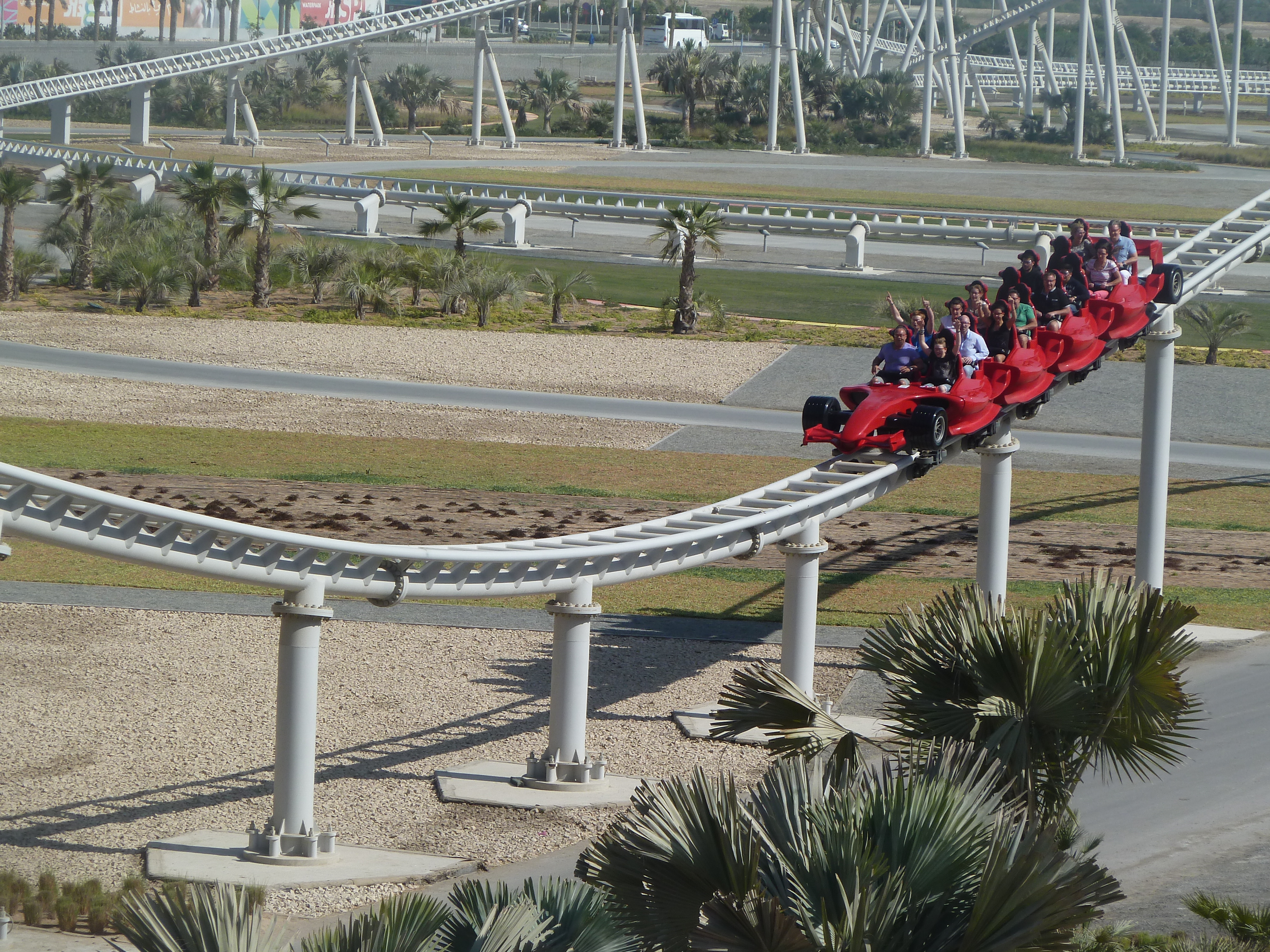
Close-up